# 방콕 인형 박물관
방콕 인형 박물관(태국어: พิพิธภัณฑ์ตุ๊กตาบางกอกดอลล์)은 태국 방콕에 위치한 박물관이다.